# 生田裔神八社
生田裔神八社（いくたえいしんはちしゃ）とは、兵庫県神戸市の生田神社を囲むように点在している裔神八社のことである。

## 概要
近年は「港神戸守護神 厄除八社（みなとこうべしゅごしん やくよけはちしゃ）」とも呼ばれ、数字の順に巡ることを八宮巡りといい、厄除けになるとされている。この八社の並び方については、現在は相当ずれているが、北斗七星に似ているのではという説がある（北斗七星の6番目の星は正確には2つで、八星となるため。また北斗七星のひしゃくに現在の生田神社が納まる形となる）。また、近代以後の移転（六宮・八宮が該当する。）前の位置において、概ね東から西に数字が大きくなるが、例外として、二宮は旧生田川をはさんだ東側に、七宮は旧湊川をはさんだ西側（つまり、他の六社から見れば、川の対岸＝外側）に位置する。
生田神社を、現在の新神戸駅の北側の裏山にあたる砂山（いさごやま）から水害を逃れるために抱えて来て、現鎮座地で足が止まったと言う刀祢七太夫（とねしちだゆう）は北斗七星を示している可能性もある。また、砂山（別名布引山）は、現在も、崩れることなく健在に見える。
祀られているのは、日本神話のアマテラスとスサノオの誓約の段で産まれた三女神五男神とされているが、七宮神社のみ全く関係のない祭神となっている。さらに、活津日子根命（イクツヒコネ）はどこにも祀られていない。
なお、2月3日が縁日となっている。

## 各社の紹介

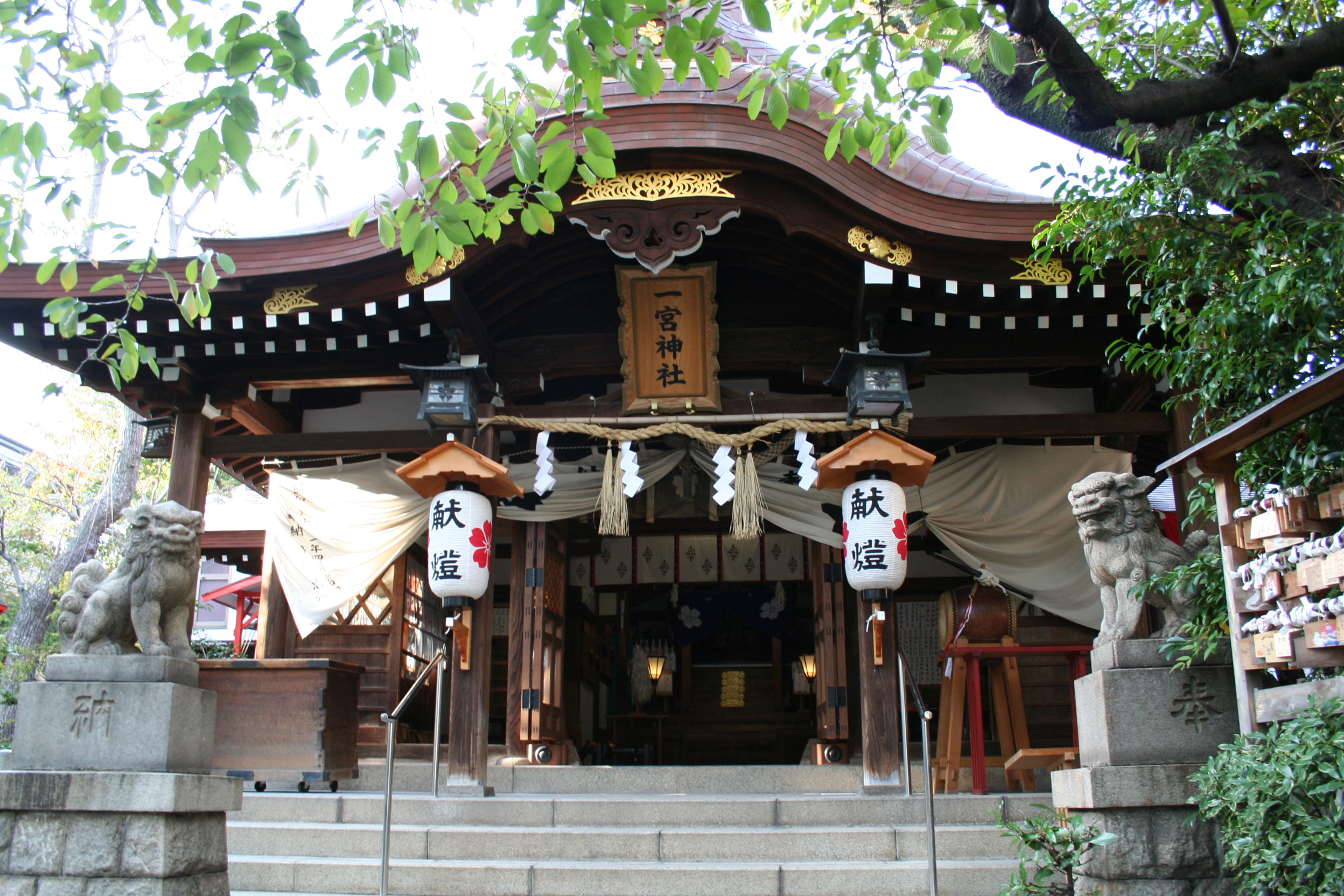
一宮神社
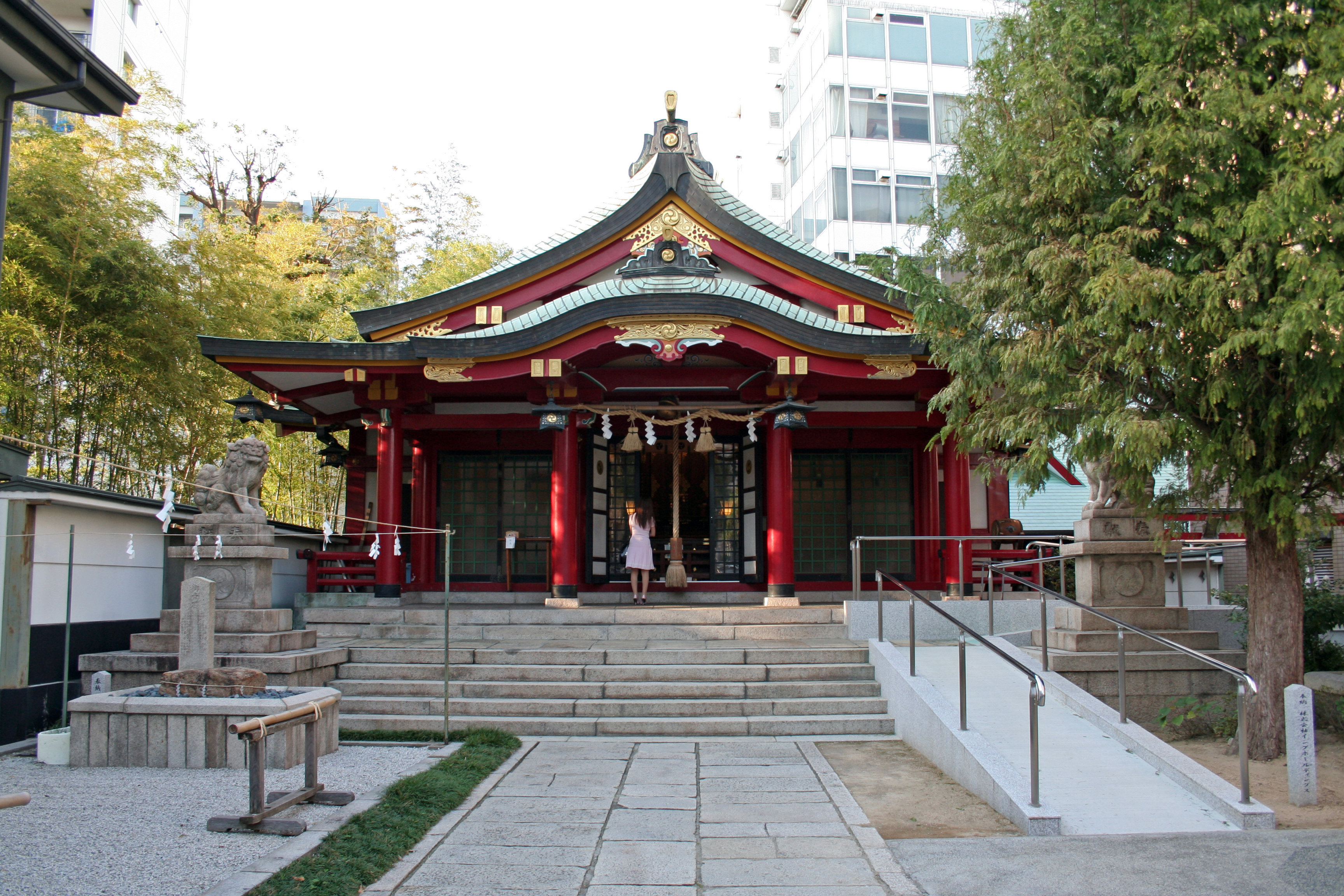
二宮神社
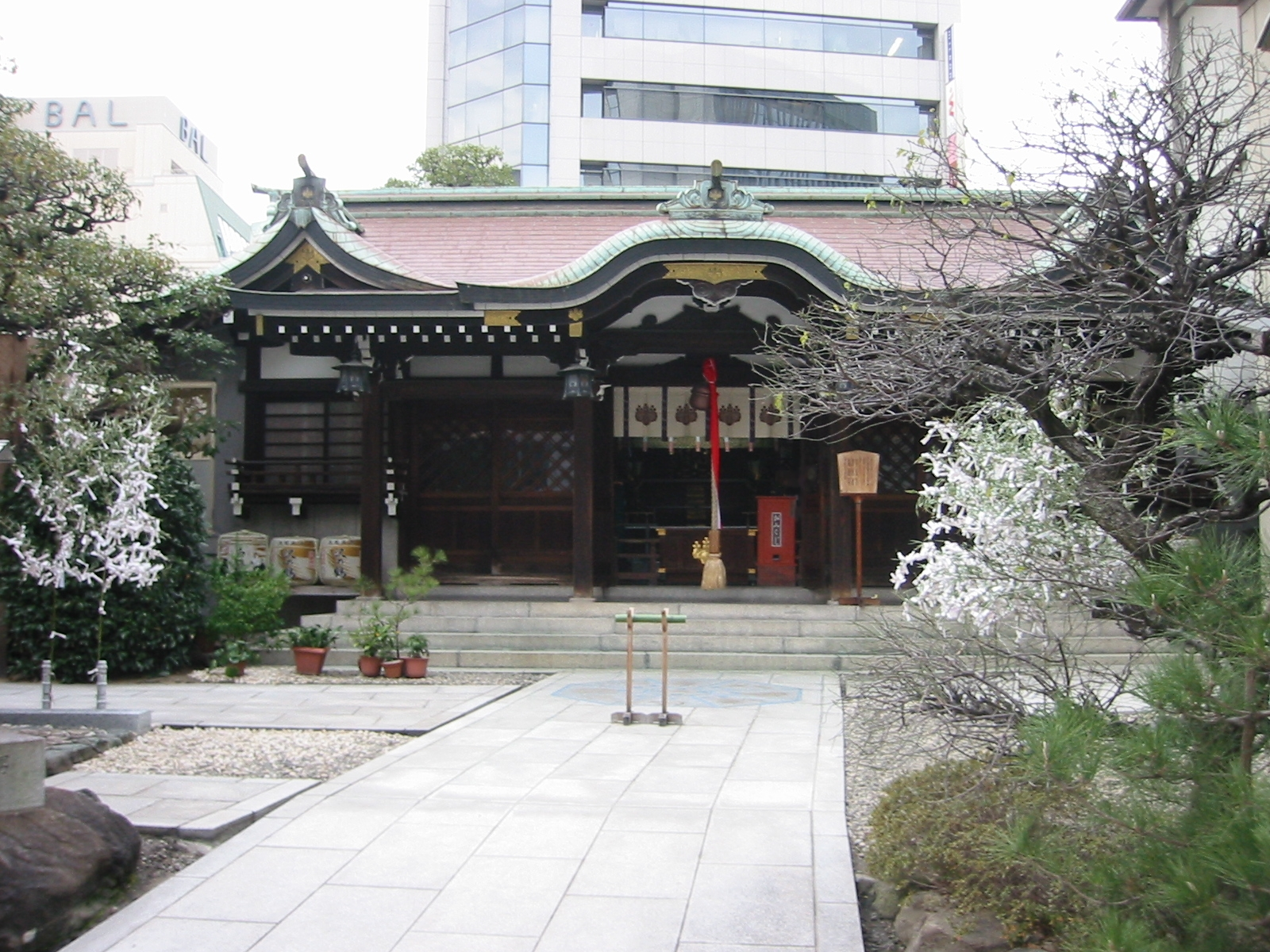
三宮神社
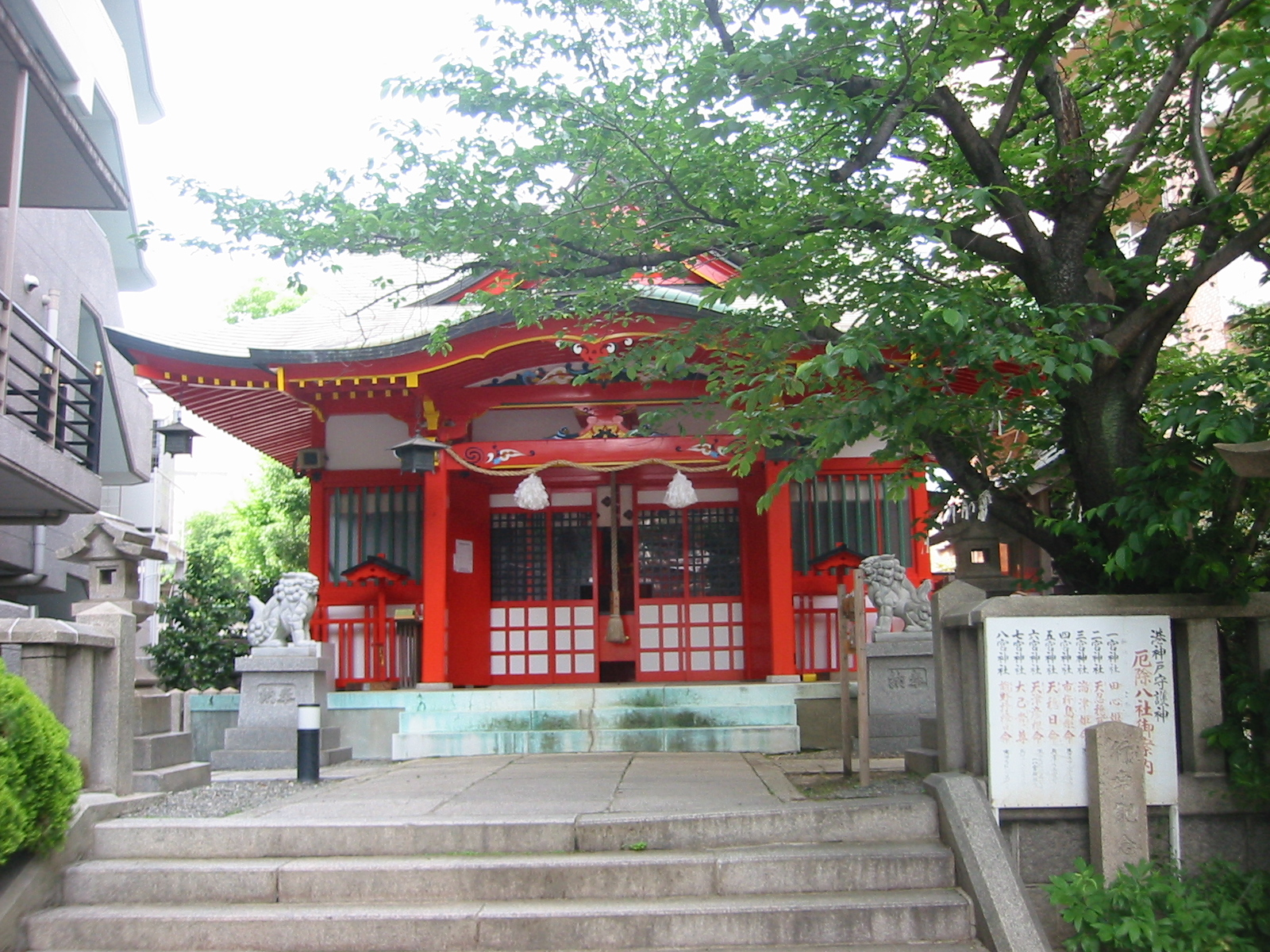
四宮神社
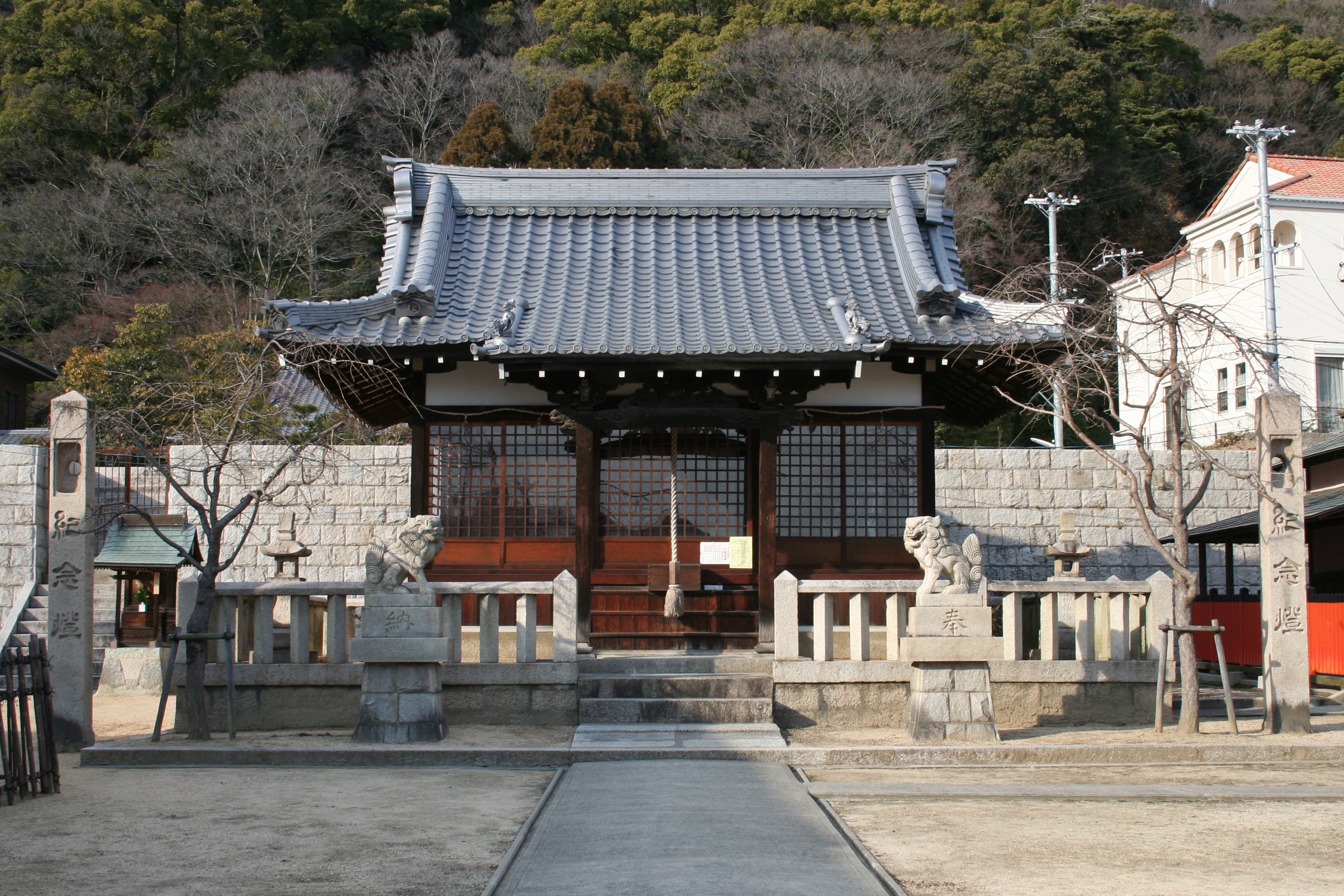
五宮神社
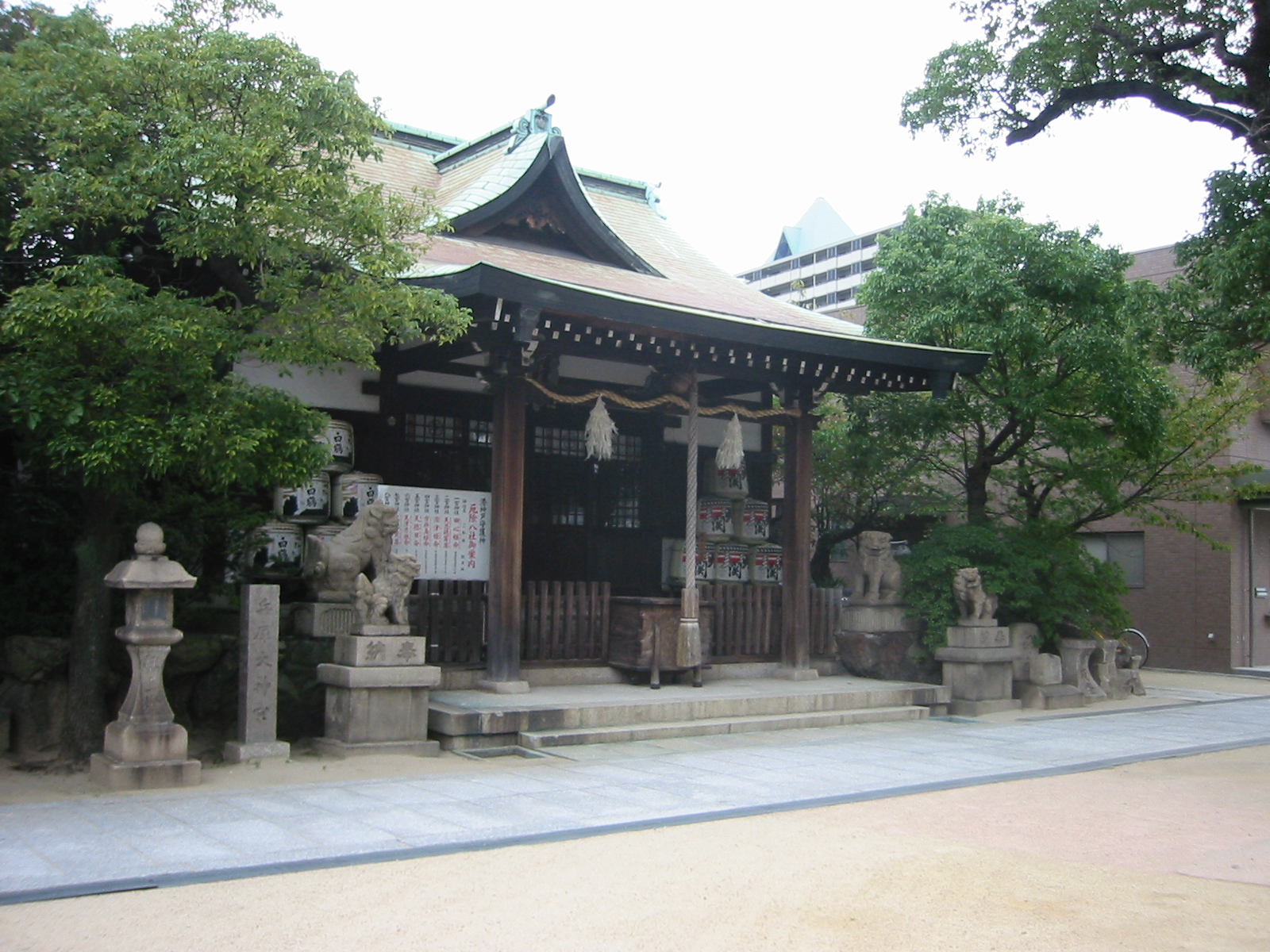
七宮神社
八宮神社（六宮神社を合祀）

一宮神社
所在地 : 兵庫県神戸市中央区山本通1丁目
祭神 : 田心姫命
二宮神社
所在地 : 神戸市中央区二宮町3丁目
祭神 : 天忍穂耳尊 ・応神天皇
三宮神社
幕末に、この神社の前で神戸事件が起こった。境内に「神戸事件発生地の碑」が建てられている。
所在地 : 神戸市中央区三宮町2丁目
祭神 : 湍津姫命
四宮神社
所在地 : 神戸市中央区中山手通5丁目
祭神 : 市杵島姫命
五宮神社
明治時代、湊川神社の氏子社になりかけたが、生田神社社家先祖である海上五十狭茅の子孫の家が近隣にあったため、住民の申し出により、取り止めとなった。現在は、8社中一番標高の高い場所に鎮座しており、元は宇治川の氾濫原にあったため、現在地に移ったのではとの説がある。
所在地 : 神戸市兵庫区五宮町
祭神 : 天穂日命
六宮神社
所在地 : 神戸市中央区楠町3丁目 八宮神社の境内（明治初期に道路拡張のため八宮神社に合祀）
祭神 : 天津彦根命・応神天皇
七宮神社
生田神社とは関係が無い長田神社の末社ともされ、前身はみぬ売神社とされている。元々は会下山南麓で、北風家が祀っていたといわれている。
所在地 : 神戸市兵庫区七宮町2丁目
祭神 : 大己貴尊・天児屋根命
八宮神社
所在地 : 神戸市中央区楠町3丁目
祭神 : 熊野杼樟日命・素盞嗚尊
- 一宮神社
- 二宮神社
- 三宮神社
- 四宮神社
- 五宮神社
- 七宮神社
- 八宮神社（六宮神社を合祀）